# Videoaktiv Digital
Videoaktiv Digital (Eigenschreibweise in Versalien) ist eine deutsche Fachzeitschrift für Videotechnik.

## Geschichte
Gegründet wurde die Zeitschrift 1982 als Video Journal im Münchner Verlag Laterna Magica und befasste sich zunächst allgemein mit dem Thema Film, später spezialisierte sich die Redaktion auf die Filmproduktion und -technik. Als Anfang 1983 das erste Videoaktiv erschien, kamen die ersten Videokameras heraus und das Themengebiet veränderte sich hin zur Videotechnik. Zur Ausgabe 1/1988 wurde Videoaktiv von der Stuttgarter Motorpresse übernommen, die die Redaktion in Stuttgart konzentrierte und „video“-Chefredakteur Ulrich von Löhneysen auch die Chefredaktion von Videoaktiv übergab.
1994 wurde Videoaktiv wegen des kriselnden Camcorder-Markts als Monatszeitschrift eingestellt und als Blatt-im-Blatt in video weitergeführt. Nachdem 1997 der Camcorder-Markt mit den DV-Camcordern boomte, wurde 1998 Videoaktiv Digital wieder mit zwei Sonderheften verlegt. Ab Frühjahr 1999 erschien Videoaktiv Digital wieder alle zwei Monate als eigenständige Zeitschrift. 2005 übernahm der Aktiv Verlag die Zeitschrift und führt sie unter Chefredakteur Hans Ernst als Fachzeitschrift parallel zum Internetportal Videoaktiv. Seit Ende 2022 wird das VIDEOAKTIV-Magazin online weitergeführt und publiziert hier tagesaktuelle Branchenneuigkeiten und Test rund um Filmkameras, das nötige Prouktionsequipment und Videonachbearbeitung sowie zahlreiche Praxisworkshops.
Nach Angaben der Informationsgemeinschaft zur Feststellung der Verbreitung von Werbeträgern war Videoaktiv Digital Marktführer unter den Zeitschriften für Videofilmer.

## Themen
Videoaktiv rubriziert in alle für Filmschaffende relevanten Themen – vom Camcorder über Filmkameras und den Videoschnitt bis hin zur Präsentation von eigenen Filmen. Die Redaktion testet Fotokameras, Actioncams, Schnittsoftware, Audioequipment, Fernseher und Beamer und gibt in Workshops und Ratgebern Praxistipps. Seit 2005 gibt es mit dem Internetportal  Videoaktiveinen Onlineauftritt mit Camcorder-Suche, Test-Vergleichsmöglichkeit, Hintergrundinfos und täglichen News zu den Themen Filmkamera, Videoschnitt, Präsentationshardware wie Fernseher und Projektoren.